# بحبوح أفندي (فلم)
بحبوح أفندي هو فيلم مصري عرض عام 1954، بطولة إسماعيل ياسين وزهرة العلا، ومن إخراج يوسف معلوف. وهو من الأفلام التي تدور أحداثها في أقل من 24 ساعة.

## قصة الفيلم
تدور أحداث الفيلم في إطار كوميدي حول بحبوح أفندي (إسماعيل ياسين) وعويس (رياض القصبجي)، وهما شريكان في تجارة الماشية سافرا إلى القاهرة لكي يعيشا حياة لاهية في الملاهي الليلية ويتعرفا على الأرملة نعمات (زهرة العلا) وهي فتاة كانت تعمل في الملهى لتسديد ديونها، وبعد ذلك يتم زواج نعمات وبحبوح.

## طاقم التمثيل
- إسماعيل ياسين: (بحبوح)
- زهرة العلا: (نعمات)
- فؤاد شفيق: (الطبيب)
- رياض القصبجي: (عويس)
- جواهر: (الراقصة جواهر)
- جمالات زايد: (جارة نعمات)
- رفيعة الشال: (جارة نعمات)
- سعيد خليل: (بائع اللبن)
- محمد الديب: (حسني البلطجي)
- سامية رشدي: (أم سمير)
- عبد النبي محمد: (الجرسون)
- ماري عز الدين: (رتيبة)
- إدمون تويما: (الصيدلي)
- عبد الغني النجدي: (محروس الحلاق)
- محمد أحمد المصري: (أبو لمعة)
- فؤاد راتب: (الخواجة بيجو)
- محاسن مرسي: (راقصة أكروبات)
- عبد المنعم بسيوني: (عامل البنزينة)

## فريق العمل
- إخراج: يوسف معلوف
- تأليف: وليم باسيلي
- مدير التصوير: برونو سالفي
- مونتاج: محمد عباس
- إنتاج: أفلام الشمس (أ. جبور)
- توزيع: أفلام نهضة الشرق (بول مراديان)

## روابط خارجية
- بحبوح أفندي على موقع قاعدة بيانات الأفلام العربية